# Хуан Естебан Мартінес
Хуан Естебан Мартінес Ібаркюєн (ісп. Juan Esteban Martínez Ibargüen; нар. 12 червня 1991) — колумбійський борець вільного стилю, дворазовий чемпіон Південної Америки, бронзовий призер Панамериканського чемпіонату, бронзовий призер Панамериканських ігор, бронзовий призер Південноамериканських ігор, бронзовий призер Центральноамериканських і Карибських ігор, дворазовий бронзовий призер Боліваріанських ігор.

## Життєпис
Боротьбою почав займатися з 2000 року.
Виступає за борцівський клуб «Політехніко» Медельїн. Тренер — Давід Гутьєррес (з 2000).

## Спортивні результати на міжнародних змаганнях

### Виступи на Чемпіонатах світу
| Змагання                        | Збірна   | Вагова категорія          | Місце |
| ------------------------------- | -------- | ------------------------- | ----- |
| Чемпіонат світу з боротьби 2011 | Колумбія | вільна боротьба, до 96 кг | 32    |
| Чемпіонат світу з боротьби 2013 | Колумбія | вільна боротьба, до 84 кг | 32    |

### Виступи на Панамериканських чемпіонатах
| Змагання                                   | Збірна   | Вагова категорія          | Місце  |
| ------------------------------------------ | -------- | ------------------------- | ------ |
| Панамериканський чемпіонат з боротьби 2009 | Колумбія | вільна боротьба, до 96 кг | 8      |
| Панамериканський чемпіонат з боротьби 2012 | Колумбія | вільна боротьба, до 96 кг | 7      |
| Панамериканський чемпіонат з боротьби 2013 | Колумбія | вільна боротьба, до 84 кг | Бронза |
| Панамериканський чемпіонат з боротьби 2014 | Колумбія | вільна боротьба, до 86 кг | 7      |
| Панамериканський чемпіонат з боротьби 2019 | Колумбія | вільна боротьба, до 86 кг | 11     |

### Виступи на Панамериканських іграх
| Змагання                  | Збірна   | Вагова категорія          | Місце  |
| ------------------------- | -------- | ------------------------- | ------ |
| Панамериканські ігри 2011 | Колумбія | вільна боротьба, до 96 кг | Бронза |

### Виступи на Чемпіонатах Південної Америки
| Змагання                                    | Збірна   | Вагова категорія          | Місце  |
| ------------------------------------------- | -------- | ------------------------- | ------ |
| Чемпіонат Південної Америки з боротьби 2012 | Колумбія | вільна боротьба, до 84 кг | Золото |
| Чемпіонат Південної Америки з боротьби 2013 | Колумбія | вільна боротьба, до 84 кг | Золото |

### Виступи на Південноамериканських іграх
| Змагання                       | Збірна   | Вагова категорія          | Місце  |
| ------------------------------ | -------- | ------------------------- | ------ |
| Південноамериканські ігри 2010 | Колумбія | вільна боротьба, до 86 кг | Бронза |
| Південноамериканські ігри 2014 | Колумбія | вільна боротьба, до 86 кг | 7      |

### Виступи на Центральноамериканських і Карибських іграх
| Змагання                                                | Збірна   | Вагова категорія          | Місце  |
| ------------------------------------------------------- | -------- | ------------------------- | ------ |
| Центральноамериканські і Карибські ігри 2014 (Веракрус) | Колумбія | вільна боротьба, до 86 кг | Бронза |
| Центральноамериканські і Карибські ігри 2018            | Колумбія | вільна боротьба, до 97 кг | 8      |

### Виступи на Боліваріанських іграх
| Змагання                 | Збірна   | Вагова категорія          | Місце  |
| ------------------------ | -------- | ------------------------- | ------ |
| Боліваріанські ігри 2013 | Колумбія | вільна боротьба, до 84 кг | Бронза |
| Боліваріанські ігри 2017 | Колумбія | вільна боротьба, до 97 кг | Бронза |

### Виступи на інших змаганнях
| Змагання                                                               | Збірна   | Вагова категорія          | Місце |
| ---------------------------------------------------------------------- | -------- | ------------------------- | ----- |
| Олімпійський кваліфікаційний турнір з боротьби 2012 (Кіссіммі-Орландо) | Колумбія | вільна боротьба, до 74 кг | 8     |
| Олімпійський кваліфікаційний турнір з боротьби 2012 (Тайюань)          | Колумбія | вільна боротьба, до 84 кг | 15    |
| Олімпійський кваліфікаційний турнір з боротьби 2012 (Гельсінкі)        | Колумбія | вільна боротьба, до 84 кг | 23    |
| Гран-прі Іспанії з боротьби 2012                                       | Колумбія | вільна боротьба, до 84 кг | 13    |